# Nagy Lajos (egyházi író)
Nagy Lajos (Kányád, 1884. november 21. – Székelykeresztúr, 1949. április 10.) erdélyi magyar református lelkipásztor és egyházi író.

## Életútja
A székelyudvarhelyi Református Kollégiumban végzett (1904); Kolozsvárt a Református Teológián szerzett lelkészi képesítést (1908), majd Jénában és Göttingenben folytatta tanulmányait. Székelykeresztúron, Zsibón, Besztercén segédlelkész, 1911-től lelkész Székelykeresztúron, 1929-től esperes, egyházkerületi képviselő, missziói előadó. 1920 és 1924 között hittant tanított a tanítóképzőben. A Református Szemle, Az Út, Lelkipásztor, Egyházi Figyelő munkatársa, egy ideig a Harangszó c. református vallásos néplap szerkesztője (1925-32).

## Kötete
- Az udvarhelyi református egyházmegye múltja és jelene (Székelyudvarhely, 1942).